# American Music Awards 2014
La 42e cérémonie des American Music Awards s'est déroulée le 23 novembre 2014 au Nokia Theater de Los Angeles et a été diffusée en direct sur la chaîne ABC. 
Elle récompenses les artistes les plus populaires de l'année 2014 aux États-Unis. Les nominations ayant été annoncées en octobre 2014. Iggy Azalea est l'artiste la plus nommée avec six nominations.

## Performances

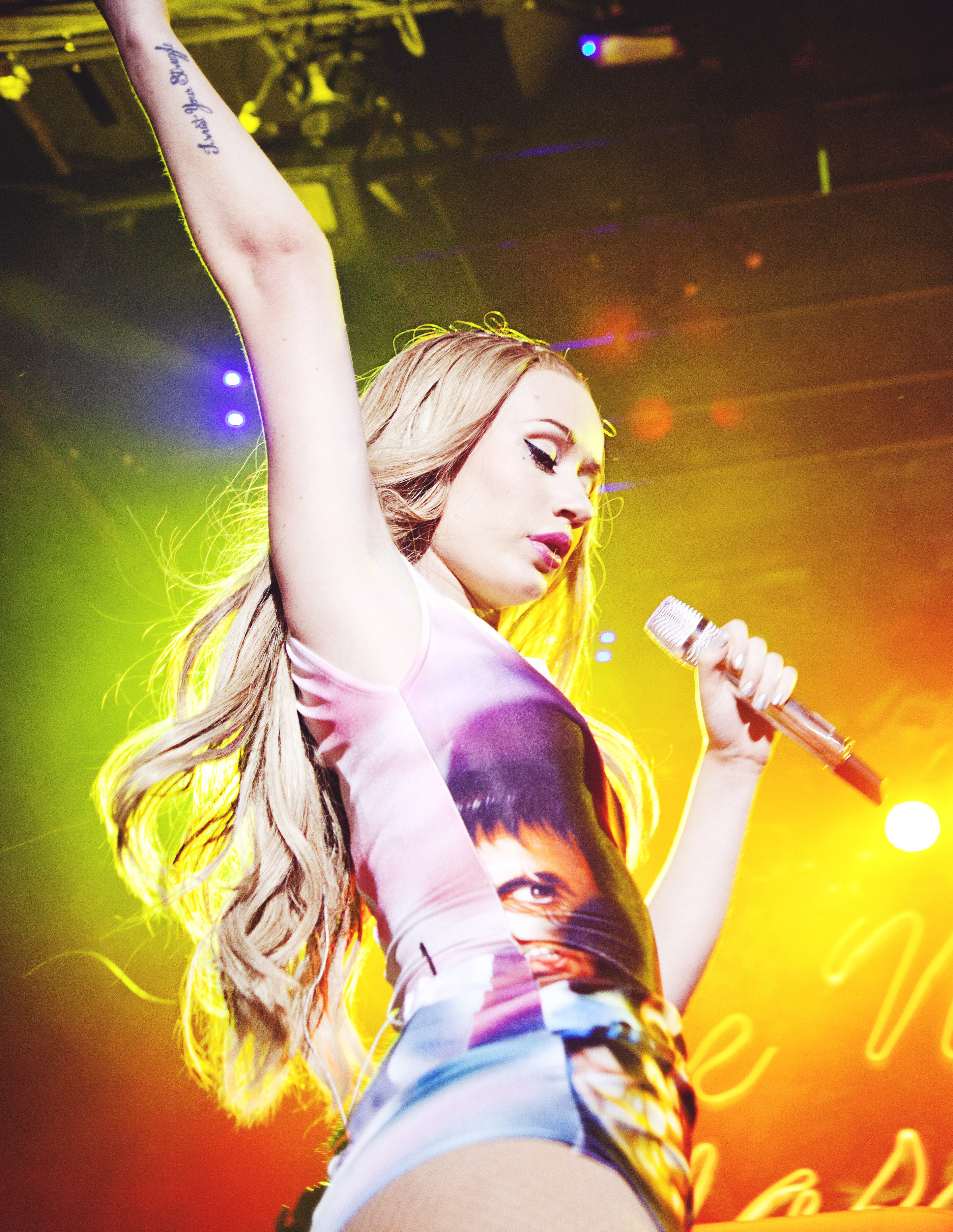
Iggy Azalea a été nommée six fois et a gagné deux prix.

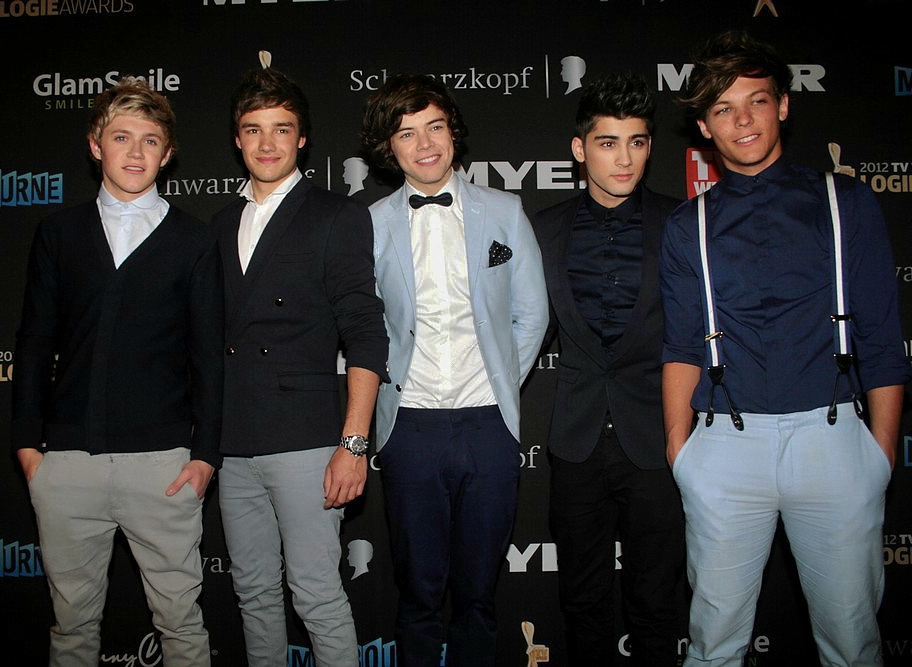
One Direction a été nommé trois fois.

| Artistes                           | Chansons                                                           |
| [ 1 ]                              | [ 1 ]                                                              |
| ---------------------------------- | ------------------------------------------------------------------ |
| Becky G                            | Can't Stop Dancing                                                 |
| Lemonade                           | Big Weekend                                                        |
| Ella Henderson                     | Ghost                                                              |
| Katy Tiz                           | The Big Bang                                                       |
| Mary Lambert                       | Secrets                                                            |
| R5                                 | Smile                                                              |
| Show,                              |                                                                    |
| Taylor Swift                       | Blank Space                                                        |
| Charli XCX                         | Boom Clap Break the Rules                                          |
| Wyclef Jean Magic!                 | Rude                                                               |
| 5 Seconds of Summer                | What I Like About You                                              |
| Imagine Dragons                    | I Bet My Life                                                      |
| Sam Smith A$AP Rocky               | I'm Not the Only One                                               |
| Iggy Azalea Charli XCX             | Fancy Beg for It                                                   |
| Lorde                              | Yellow Flicker Beat                                                |
| Ariana Grande The Weeknd           | Problem Break Free Love Me Harder                                  |
| Pitbull Ne-Yo                      | Don't Stop the Party Fireball Time Of Our Lives                    |
| Selena Gomez                       | The Heart Wants What It Wants                                      |
| One Direction                      | Night Changes                                                      |
| Lil Wayne Christina Milian         | Start A Fire                                                       |
| Nicki Minaj Skylar Grey            | Bed of Lies                                                        |
| Fergie YG                          | L.A. Love (La La)                                                  |
| Chopstick Brothers                 | Xiao Pingguo (Little Apple / Petite Pomme)                         |
| Garth Brooks                       | People Loving People (Live from Brooks' concert in Greensboro, NC) |
| Mary J. Blige                      | Therapy                                                            |
| Jessie J Ariana Grande Nicki Minaj | Bang Bang                                                          |
| Jennifer Lopez Iggy Azalea         | Booty                                                              |

## Récompenses
| Artiste de l'année | Révélation de l'année |
| --- | --- |
| - Iggy Azalea - Beyoncé - Luke Bryan - One Direction - Katy Perry                                                                                    | - 5 Seconds of Summer - Iggy Azalea - Bastille - Sam Smith - Meghan Trainor                                                           |
| Meilleur Artiste Pop/Rock Masculin | Meilleur Artiste Pop/Rock Féminin |
| - John Legend - Sam Smith - Pharrell Williams | - Iggy Azalea - Lorde - Katy Perry |
| Meilleur Duo ou Groupe Pop/Rock | Meilleur Album Pop/Rock |
| - Imagine Dragons - One Direction - OneRepublic | - Pure Heroine – Lorde - Midnight Memories – One Direction - Prism – Katy Perry                                                       |
| Meilleur Artiste Country Masculin | Meilleur Artiste Country Féminin |
| - Jason Aldean - Luke Bryan - Blake Shelton | - Miranda Lambert - Kacey Musgraves - Carrie Underwood                                                                                |
| Meilleur Duo ou Groupe Country | Meilleur Album Country |
| - Eli Young Band - Florida Georgia Line - Lady Antebellum                                                                                            | - Blame It All on My Roots: Five Decades of Influences – Garth Brooks - The Outsiders – Eric Church - Just as I Am – Brantley Gilbert |
| Meilleur Artiste Hip-Hop | Meilleur Album Hip-Hop |
| - Iggy Azalea - Drake - Eminem | - The New Classic – Iggy Azalea - Nothing Was the Same – Drake - The Marshall Mathers LP 2 – Eminem                                   |
| Meilleur Artiste Soul/R'n'B Musculin | Meilleur Artiste Soul/R'n'B Féminin                                                                                                   |
| - Chris Brown - John Legend - Pharrell Williams | - Jhené Aiko - Beyoncé - Mary J. Blige                                                                                                |
| Meilleur Album Soul/R'n'B | Meilleur Artiste Alternatif |
| - Beyoncé – Beyoncé - Love in the Future – John Legend - G I R L – Pharrell Williams                                                                 | - Bastille - Imagine Dragons - Lorde                                                                                                  |
| Meilleur Artiste "Adult Contemporary" | Meilleur Artiste de musique latine |
| - Sara Bareilles - OneRepublic - Katy Perry | - Marc Anthony - Enrique Iglesias - Romeo Santos                                                                                      |
| Meilleure Artiste "Contemporary Inspirational " | Meilleur Artiste Electro |
| - Casting Crowns - Hillsong United - Newsboys | - Avicii - Calvin Harris - Zedd |
| Chanson de l'année | Meilleure Bande Originale |
| - Fancy – Iggy Azalea feat. Charli XCX - All of Me – John Legend - Rude – Magic! - Dark Horse – Katy Perry feat. Juicy J - Happy – Pharrell Williams | - La Reine des neiges - Nos Étoiles Contraires - Les Gardiens de la Galaxie                                                           |
| Meilleure Chanson Internationale | Meilleur Artiste International |
| - Little Apple- Chopstick Brothers | - Zhang Jie |
| Dick Clark Award for Excellence | |
| - Taylor Swift | |

## Présentateurs
- Patrick Dempsey - Meilleur Duo ou Groupe Pop/Rock
- Ansel Elgort - performance de Charli XCX
- Rita Ora & Matthew Morrison - performance de Wyclef & Magic!
- Jamie Foxx - Meilleur Album Rap/Hip Hop
- Becky G & Gavin DeGraw - performance de 5 Seconds of Summer
- Lauren Cohan & Danai Gurira - performance de Imagine Dragons
- Kendall Jenner, Kylie Jenner, et Khloe Kardashian - Meilleur Artiste Pop/Rock Féminin
- Luke Bryan - performance de Garth Brooks
- Uzo Aduba
- Taylor Schilling
- Elizabeth Banks
- Aloe Blacc
- Diana Ross - Dick Clark Award for Excellence
- Meghan Trainor
- Julianne Hough - Révélation de l'Année
- Jessie J
- Heidi Klum
- Olivia Munn
- Kira Kazantsev
- Emmy Rossum
- Pentatonix
- T.I. - performance de Iggy Azaela